# 中海岸 (新南威爾斯州)
中海岸（Central Coast）又譯中央海岸，是澳大利亞新南威爾士州的一個統計分區，位於悉尼以北及紐卡素以南之間的海岸。現時中海岸所轄之兩個小區合計有人口304,600，是紐省以人口計的第三大城市、全國計人口第九大。
中海岸大致可以分成兩個部份，分別是高士福（Gosford）及懷昂（Wyong）。懷昂是悉尼鐵路北線的終點站，過去只是當成是大悉尼區的一個偏遠地區。不過隨著鄰近的高士福的華裔移民增加，這兩個小區的人口合起來足以成立一個城市，所以後來州政府將此兩個小區合併升格為「市」。

## 地理
中海岸的範圍在地理和行政上有些微分別：行政上的範圍就是兩個小區的邊界，也就是鶴斯堡利以東、麥覺理湖以南、康士比以北。但地理上，一般包括南至鶴斯堡利河、西抵Watagan山脈、北通麥覺理湖的地域。